# Valladolid (Bogotá)

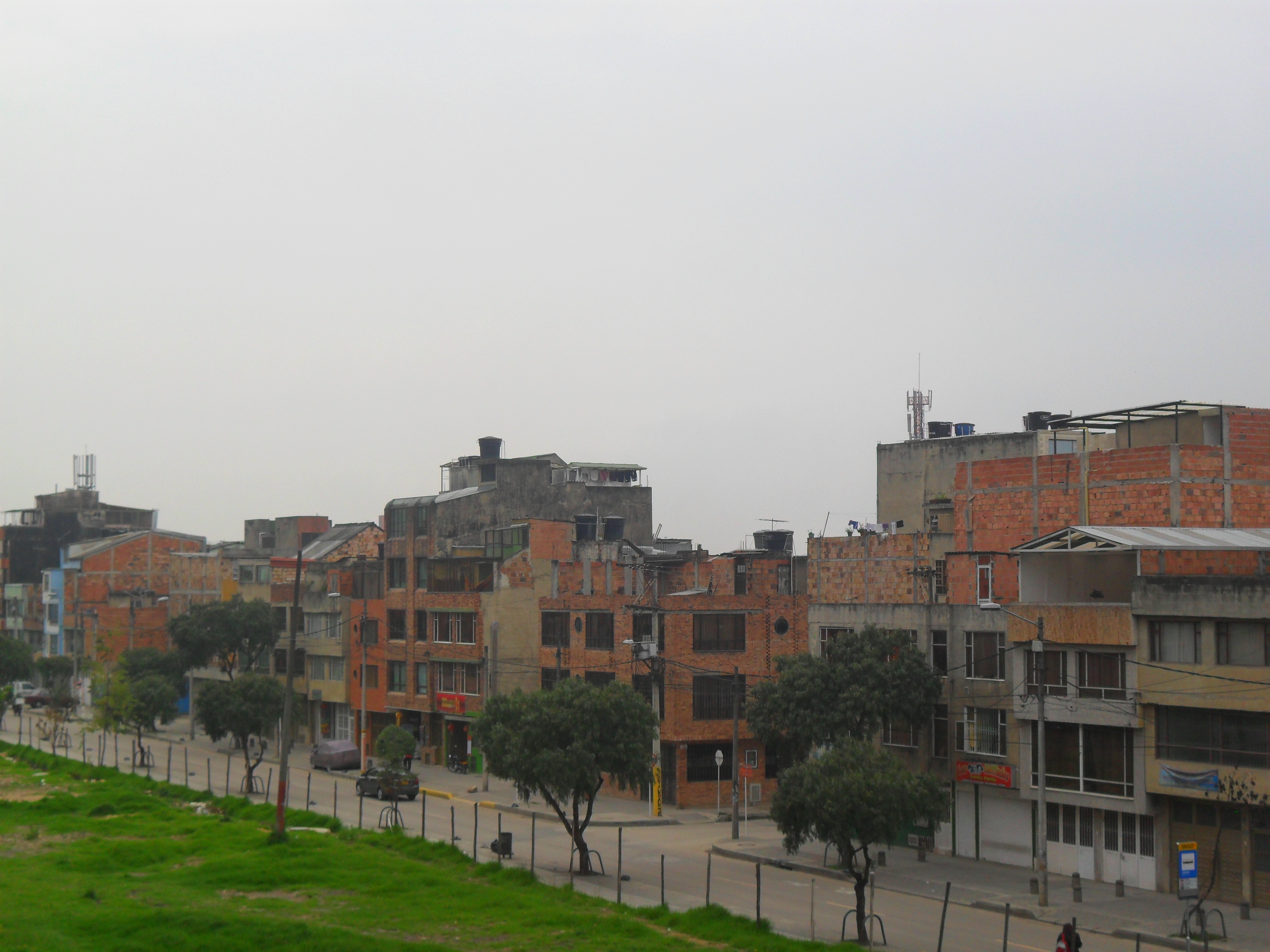
Barrio Valladolid (Localidad de Kennedy)

El barrio Valladolid es un barrio ubicado en la localidad de Kennedy en la UPZ Castilla, con una población cercana a los 10.102 habitantes, este barrio tiene un urbanización consolidada en donde predominan las zonas residenciales y comerciales con presencia de varias familias de estratos 2 y 3.

## Barrios Vecinos
Al Norte
- Fontibón
- Hayuelos
- Modelia

Al Sur
- Barrio Britalia

Al Occidente
- Barrio Tintal

Al Oriente
- Castilla
- Marsella
- Mandalay[2]

## Límites
- Norte: Calle 12 y Río Fucha (Favidi, Visión de Colombia y El Vergel)
- Sur: Alameda Humedal del Burro (Calle 6E y 7A, Barrios Pío XII, El Condado, Rincón de los Ángeles y Dos Avenidas)
- Occidente: Carreras 80 y 80D (Barrios El Castillo, Bosconia, Santa Catalina y Monterrey)
- Oriente: Avenida Boyacá

## Geografía
Su terreno es plano y urbano. En las cercanías se encuentra el Humedal del Burro y el Humedal de Techo. 
- Educativa: Colegio Distrital San José de Castilla, Colegio Castilla I.E.D, Colegio Liceo el Castillo
- Comercial: Homecenter del Tintal

## Actividades socioeconómicas
De estrato 2 y 3, es un barrio residencial y comercial desde la Carrera 78 entre Calles Octava y Novena. Este sector se caracteriza por brindar a los habitantes de este barrio, una diversidad en comercio, desde gastronomía hasta ropa y enceres, también se encuentran almacenes de cadena Metro Cencosud.

## Acceso y vías
Este barrio cuenta con una amplia variedad de vías, ahora con fluidez de transporte para cualquier parte de la ciudad, por allí también transitan los alimentadores del sistema TransMilenio, así  como también los buses azules del sistema integrado SITP.
- Avenida Boyacá
- Calle 8
- Calle 11
- Calle 13
- Transversal 78
- Avenida de Las Américas

## Lugares aledaños
- Biblioteca Pública El Tintal.
- Centro Comercial Tintal Plaza.
- Parque Metropolitano Biblioteca El Tintal.
- Polideportivo San Ignacio Tintal.
- Universidad Agustiniana.
- Colegio Agustiniano Tagaste.
- Parroquia Jesús Amor Misericordioso.
- Parroquia de Nuestra Señora del Amparo.
- Polideportivo Castilla.[3]